# Форначи (Пескара)
Форначи (итал. Fornaci) је насеље у Италији у округу Пескара, региону Абруцо.
Према процени из 2011. у насељу је живело 25 становника. Насеље се налази на надморској висини од 358 м.